# Giełczew-Doły
Giełczew-Doły – wieś w Polsce położona w województwie lubelskim, w powiecie lubelskim, w gminie Wysokie.
W latach 1975–1998 miejscowość administracyjnie należała do województwa zamojskiego.
Wieś stanowi sołectwo gminy Wysokie. Według Narodowego Spisu Powszechnego z roku 2011 wieś liczyła 110 mieszkańców.